# Kampus Uniwersytetu Telawiwskiego

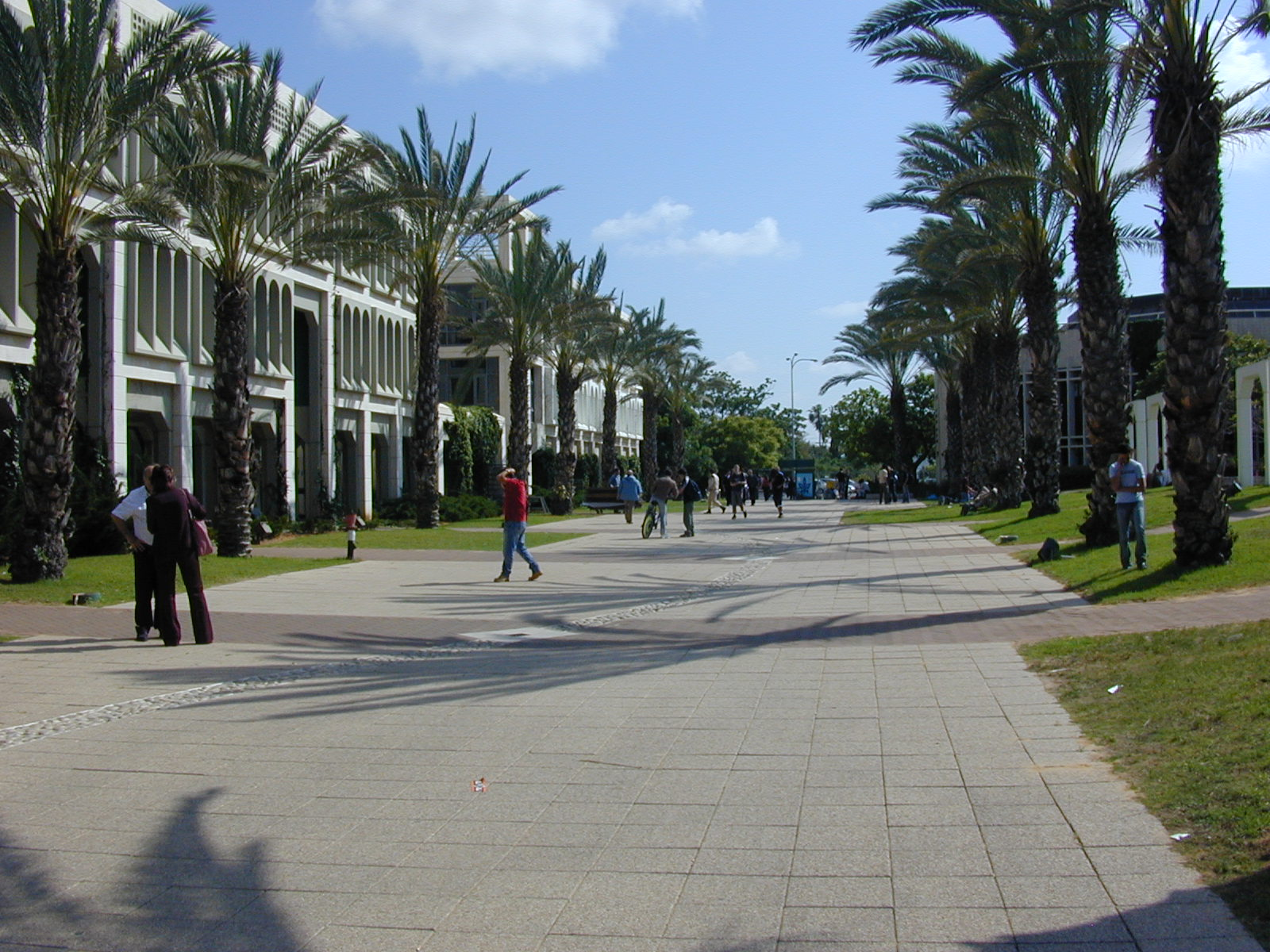
Bulwar przy wydziale inżynierii

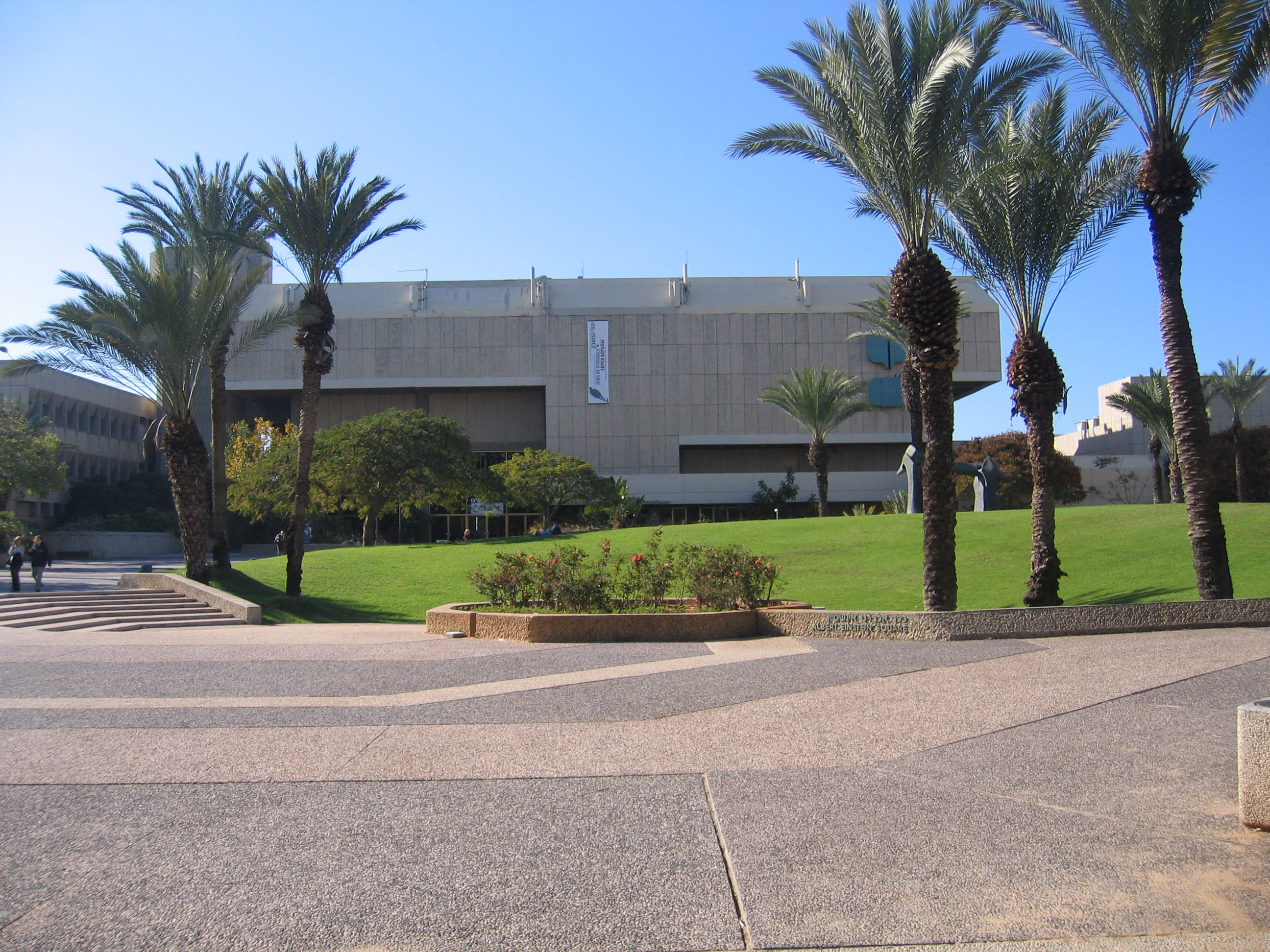
Muzeum Żydowskiej Diaspory Nachuma Goldmanna

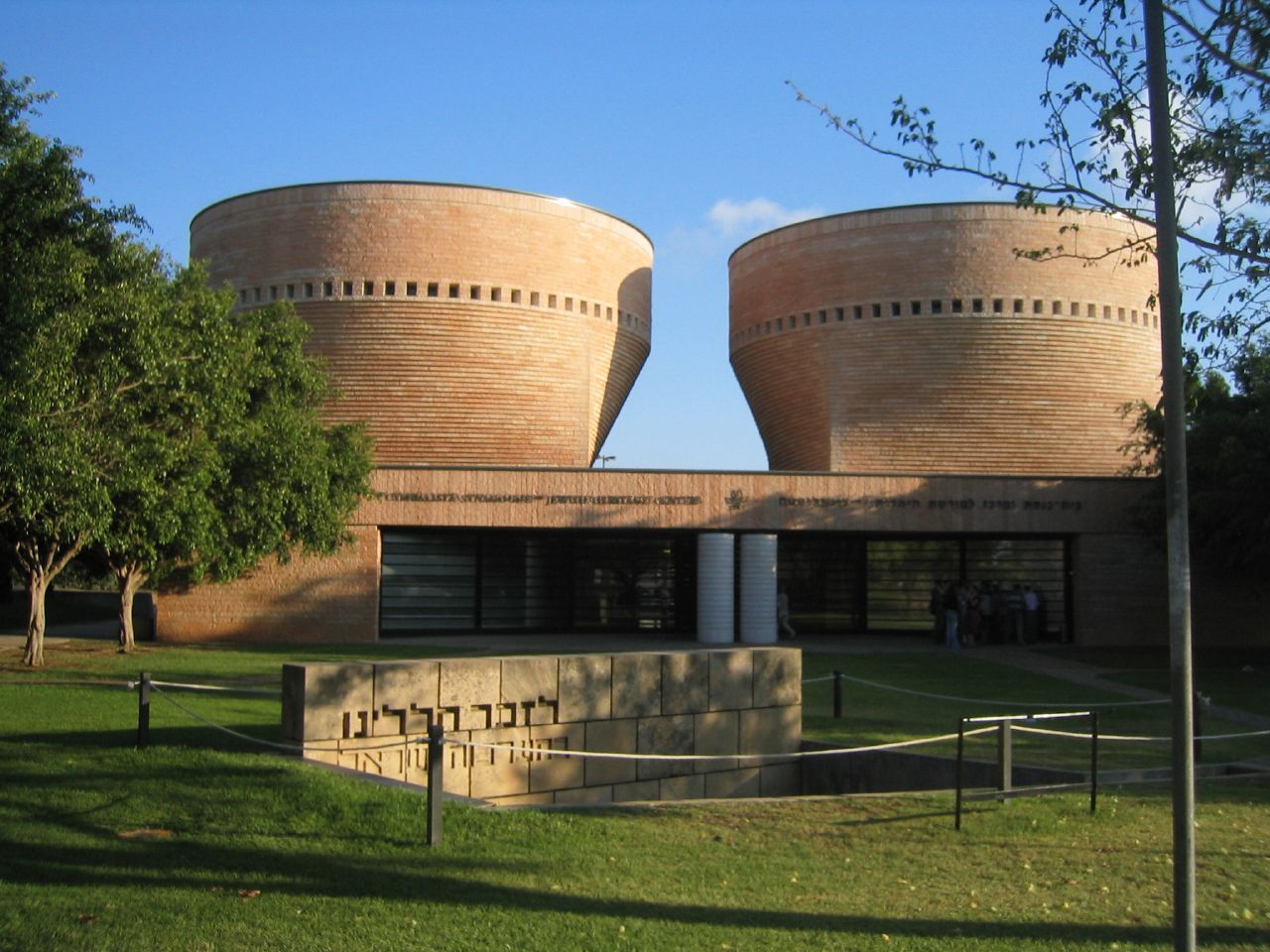
Synagoga Cymbalista

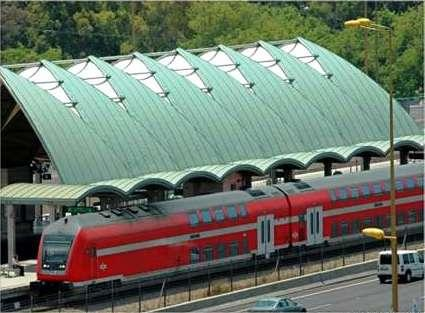
Stacja kolejowa Tel Awiw Uniwersytet

Kampus Uniwersytetu Telawiwskiego (hebr. קמפוס אוניברסיטת תל אביב) – miasteczko akademickie Uniwersytetu Telawiwskiego w Tel Awiwie, w Dzielnicy Pierwszej.

## Położenie
Osiedle leży na nadmorskiej równinie Szaron, nad Morzem Śródziemnym. Jest położone w północnej części aglomeracji miejskiej Tel Awiwu, na północ od rzeki Jarkon. Północną granicę kampusu wyznacza ulica Klatskin, za którą znajduje się osiedle Afeka. Wschodnią granicę wyznacza autostrada Ayalon, za którą znajduje się osiedle Ma’oz Awiw. Na południu znajduje się osiedle Kirjat ha-Muze’onim. Zachodnią granicę kampusu wyznacza ulica Chajjim Lewanon, za którą znajdują się osiedla Newe Awiwim i Ramat Awiw.

## Środowisko naturalne
Kampus powstał na nadmorskich wydmach i nieużytkach rolniczych, położonych na północ od zabudowy miejskiej Tel Awiwu. Podczas rozbudowy teren został wyrównany i obecnie obszar kampusu jest płaski. Kampus zajmuje powierzchnię 0,69 km².

## Historia
Pierwotnie w miejscu tym znajdowała się niewielka arabska wieś Al-Shaykh Muwannis (arab. الشيخ موّنس). Większość mieszkańców wsi było członkami arabskiej rodziny Abu Kishk, która wyemigrowała do Brytyjskiego Mandatu Palestyny z Egiptu w połowie XX wieku. Populacja wioski żyła w przyjaznych stosunkach z Żydami. Doszło jednak do kilku incydentów. Na przykład w 1946 trzech arabskich mieszkańców wsi zgwałciło żydowską dziewczynę. W trakcie procesu sądowego, członkowie żydowskiej organizacji Hagana postrzelili jednego ze sprawców gwałtu, a drugiego porwali i wykastrowali.
Podczas wojny domowej w Mandacie Palestyny mieszkańcy wsi otrzymali gwarancję bezpieczeństwa ze strony żydowskiej Hagany, w zamian za obietnicę niewpuszczenia do wsi żołnierzy Arabskiej Armii Wyzwoleńczej. Pomimo to, członkowie żydowskich oddziałów Irgun i Lechi porwali 12 marca 1948 kilku ważnych mieszkańców wsi. Dalszy wzrost napięcia spowodował, że mieszkańcy zaczęli opuszczać wieś. W dniu 23 marca Hagana doprowadziła do uwolnienia porwanych Arabów, jednak mieszkańcy wsi kontynuowali opuszczanie swoich domów. Po całkowitym opuszczeniu wioski, tereny te zostały przyłączone do Tel Awiwu.
Współczesne osiedle akademickie powstało w 1963, kiedy podjęto decyzję o przeniesieniu Uniwersytetu Telawiwskiego z centrum miasta do położonego na północy osiedla mieszkaniowego Ramat Awiw.

## Architektura
Jest to osiedle akademickie, w którym znajdują się liczne instytucje naukowe oraz edukacyjne. We wschodniej części kampusu znajduje się ogród botaniczny oraz ogród zoologiczny.

## Kultura
W środkowej części kampusu mieści się Muzeum Diaspory. Synagoga Cymbalista i Centrum Dziedzictwa Żydowskiego są głównym ośrodkiem kultury i jednocześnie główną synagogą Uniwersytetu Telawiwskiego. Została ona zaprojektowana w 1996 przez architekta Mario Botta i wybudowana w latach 1997–1998. Nazwano ją na cześć Paulette i Norberta Cymbalista.

## Media
W północno-wschodniej części kampusu znajduje się siedziba utworzonej w 1965 izraelskiej stacji telewizyjnej Israeli Educational Television, która produkuje programy edukacyjne dla dzieci i młodzieży.

## Edukacja i nauka
W północnej części kampusu mieści się kompleks uczelni medycznych: stomatologiczna szkoła Goldschleger Dental Medicine. Tuż obok mieści się kompleks Sackler School of Medicine (szkoła utworzona w 1964 jako Tel Aviv University’s Medical School, obecną nazwę otrzymała w 1972). Szkoła posiada 17 wydziałów klinicznych,  na których uczy się ponad 600 studentów. Około 300 studentów korzysta z praktyk medycznych w Stanach Zjednoczonych.
W północno-wschodniej części kampusu znajduje się wydział Otwartego Uniwersytetu Izraela. Tuż obok mieści się siedziba utworzonego w 1971 Centrum Technologii Edukacyjnych (The Center for Educational Technology – CET). Jest to niekomercyjna organizacja działająca na rzecz rozwoju systemu edukacji w Izraelu i we wszystkich środowiskach żydowskich na całym świecie. Na zachód od muzeum znajduje się planetarium.
Centralną część kampusu zajmują instytuty Uniwersytetu Tel Awiwu.

## Sport i rekreacja
W północno-zachodniej części kampusu znajduje się Elite Sports Center, który jest kompleksem sportowym służącym całemu kampusowi uniwersyteckiemu. Kompleks obejmuje olimpijski basen pływacki, korty tenisowe, stadion piłkarski, sale treningowe itp.. Tuż obok mieści się kompleks The Goldreich Multipurpose Sports Center, mieszczący sale gimnastyczne, siłownie itp..

## Transport
Wzdłuż wschodniej granicy osiedla przebiega autostrada nr 20  (Ayalon Highway), na którą można wjechać jadąc na północ ulicą Haim Levanon, a następnie na wschód ulicą Keren Kayemat Le'Israel. Natomiast jadąc ulicami Keren Kayemat Le'Israel i Einstein na zachód, lub ulicą Haim Levanon na południowy zachód, można dojechać do drogi ekspresowej nr 2  (Tel Awiw-Netanja-Hajfa).
W południowej części kampusu znajduje się dworzec autobusowy. Przy osiedlu znajduje się także stacja kolejowa Tel Awiw Uniwersytet obsługiwana przez Rakewet Jisra’el.